# Chawl

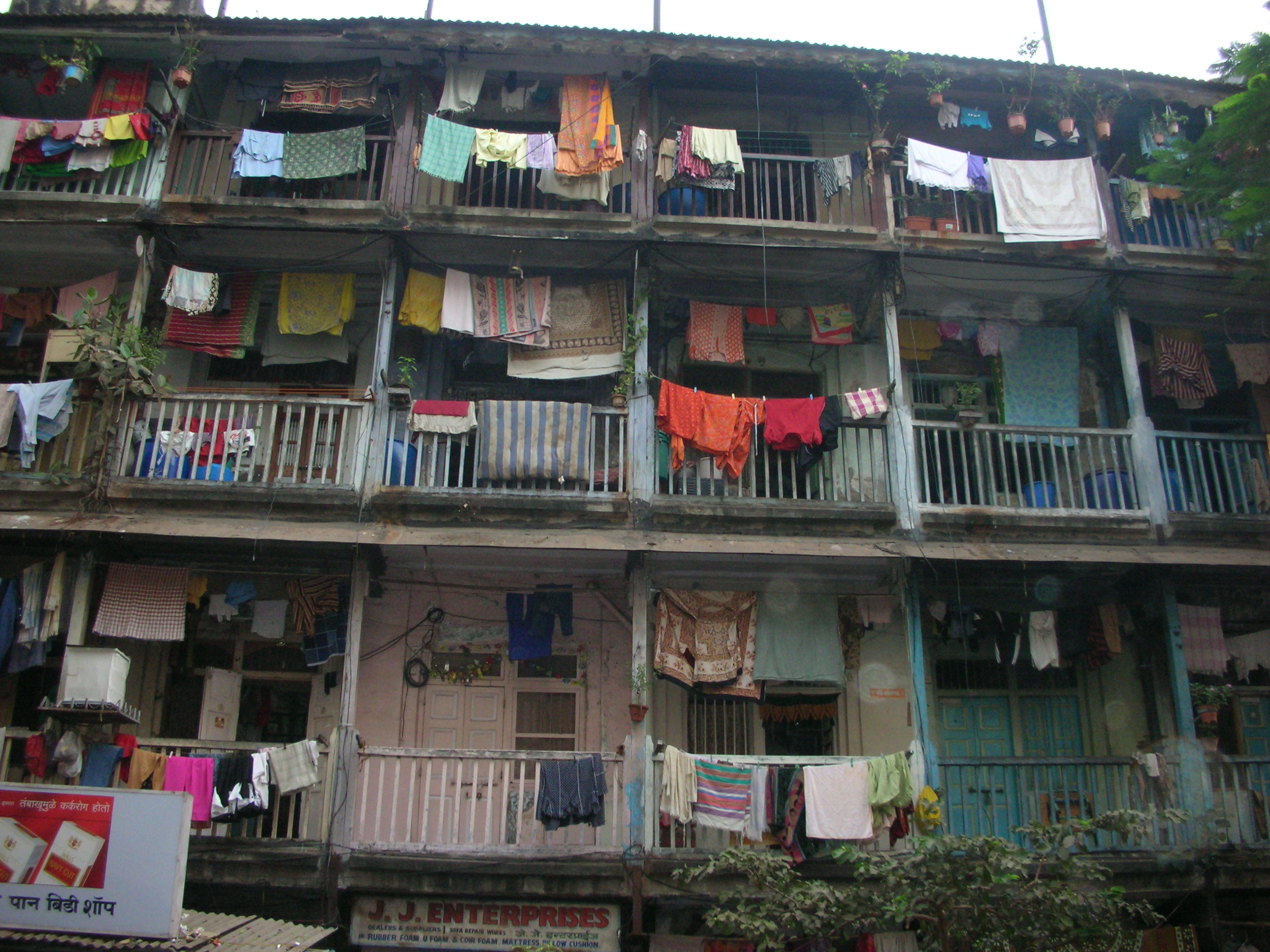
Chawl w Bombaju.

Chawl – w zachodnich Indiach rodzaj czynszowego budynku dla niezamożnych lokatorów, charakteryzujący się dużą gęstością zaludnienia. Składa się z wielu małych mieszkań, które są połączone wspólnym balkonem. 
Chawle były budowane głównie na początku XX wieku w miastach takich jak Mumbaj i Ahmedabad, gdzie szybko osiedlały się osoby z klasy robotniczej, migrujące z wiosek do pracy w rozwijającym się przemyśle tekstylnym.
Mieszkania składają się zwykle z pokoju z kuchnią, natomiast toalety są wspólne dla wszystkich mieszkańców piętra.
W chawlach wspólne przestrzenie, takie jak balkon czy dziedziniec, są miejscem wielu wspólnych aktywności, takich jak rozmowy, prace domowe, ceremonie religijne, czy spanie. 
Chawle pojawiają się w kulturze popularnej. Na przykład, w chawlu mieszka bohater powieści Kulis autorstwa Mulk Raj Ananda; w grze komputerowej Hitman 2 jedna z misji dzieje się w czynszowym budynku tego typu. 